# Polianthion collinum
Polianthion collinum là một loài thực vật có hoa trong họ Táo. Được Barbara Lynette Rye mô tả khoa học lần đầu tiên năm 2006.

## Phân bố
Loài đặc hữu khu vực tây nam Tây Úc.